# Філіп Н'ду
Філіп Н'ду (англ. Phillip N'dou; 4 травня 1977) — південноафриканський професійний боксер.

## Аматорська кар'єра
На Всеафриканських іграх 1995 завоював срібну медаль в категорії до 57 кг, програвши у фіналі Салеху Халіф (Єгипет).
На Олімпійських іграх 1996 переміг Кейсі Паттона (Канада) і програв майбутньому чемпіону Сомлук Камсінг (Таїланд) — 7-12.

## Професіональна кар'єра
1997 року дебютував на професійному рингу, вигравши свої перші 30 з 32 боїв нокаутом. Виграв багато регіональних і другорядних титулів у напівлегкій і другій напівлегкій вазі, включаючи титул чемпіона Африки, WBA Inter-Continental, WBC International Super, а також титул чемпіона світу за маловідомою версією WBU в напівлегкій вазі. Серед переможених Н'ду був і до того непереможний майбутній чемпіон IBF Кассіус Балої (ПАР).
1 листопада 2003 року зустрівся в бою з чемпіоном WBC у легкій вазі Флойдом Мейвезером і зазнав поразки технічним нокаутом у сьомому раунді.
22 травня 2004 року в бою за титул чемпіона Африки зазнав поразки від майбутнього чемпіона IBO та IBF Ісаака Глатшвайо (ПАР).
Сканування мозку після бою з Глатшвайо виявило аномалію, яка загрожувала б здоров’ю Н'ду на той час, якби він продовжував боксувати. Однак у 2009 році Н'ду повернувся на ринг.
11 липня 2009 року в бою за вакантний титул чемпіона IBO у напівсередній вазі програв за очками Лавмору Н'ду (Австралія).
Останній в кар'єрі бій за титул чемпіона Африки за версією IBF Н'ду програв Нтутуко Мемела (ПАР) технічним нокаутом 26 лютого 2016 року.